# Zwettler Straße
De Zwettler Straße B36 is een Bundesstraße in de Oostenrijkse deelstaten Neder-Oostenrijk.
De weg verbindt Persenbeug-Gottsdorf via Zwettl en Thaya met Dobersberg. De weg is 104,2 km lang.
Routebeschrijving
De B36 begint in Persenbeug-Gottsdorf op een kruising met de B3. De weg loopt in noordoostelijke richting door Hofamt Priel, Yspertal, Münichreith-Laimbach en Würnsdorf waar de B216 aansluit. De weg loopt verder door Ottenschlag waar de B217 aansluit, Grafenschlag en Zwettl, waarna ze bij afrit Zwettl-Nord de B38 kruist. De weg loopt nog door Viitis waar ze de  B2 kruist, Waidhofen an der Yhaya waar ze een samenloop heeft met de B5 en Thaya. De B36 eindigt in Dobersberg waar ze op een kruising aansluit op de B30.
Geschiedenis
Op 22 januari 1857 werd de opdracht gegeven voor de bouw van de weg van Waidhofen an der Yhay via Dobersberg naar Zlabings.
Na de Anschluss werd de weg die oorspronkelijk in Weitenegg begonne door de invoering van het Duitse wegensysteem op 1 April 1940 tussen het Sudetenland en de Protektoratsgrenze bij Teltsch verlengd. Tevens werd de weg een  Landstraße I. Ordnung en kreeg de naam L.I.O. 8. Op 23 maart 1942 werd het gedeelte tussen Waidhofen en Zwettl in opdracht van Albert Speer onderdeel van Reichsstraße 346.
De Krems-Waidhofener Straße die van Krems via Zwettl en Vitis naar Waidhofen en zodoende als opvolger van de Reichsstraße 346 kan worden bschouwd, behoort sinds 1 April 1948 tot het netwerk van Bundesstraßen in Oostenrijk.
De Weitenegg-Zwettler Straße begon oorspronkelijk in Weitenegg en behoot sinds 1 januari 1951 eveneens tot het netwerk van Bundesstraßen in Oostenrijk.

De Yspertal Straße tussen Ysperdorf en Würnsdorf, werd in 1853 als Privatstraße van de k.k. Gutsverwaltung in Rorregg geopend. De weg behoort sinds 1 april 1959 tot het Netwerk van Bundesstraßen in Oostenrijk.

Vanaf 1 januari 1972 loopt de B36 van Dobersberg in het noorden naar Persenbeug in het zuiden, tegelijkertijd werd de voormalige Yspertal Straße naar Landesstraße afgewaardeerd.

B1 · 
B2 · 
B3 · 
B4 · 
B5 · 
B6 · 
B7 · 
B8 · 
B9 · 
B10 · 
B11 · 
B12 · 
B13 · 
B14 · 
B15 · 
B16 · 
B17 · 
B18 · 
B19 · 
B20 ·  
B21 · 
B22 · 
B23 · 
B24 · 
B25 · 
B26 · 
B27 · 
B28 · 
B29 · 
B30 · 
B31 · 
B32 · 
B33 · 
B34 · 
B35 · 
B36 · 
B37 · 
B38 · 
B39 · 
B40 · 
B41 · 
B42 · 
B43 · 
B44 · 
B45 · 
B46 · 
B47 · 
B48 · 
B49 · 
B50 · 
B51 · 
B52 · 
B53 · 
B54 · 
B55 · 
B56 · 
B57 · 
B58 · 
B59 · 
B60 · 
B61 · 
B62 · 
B63 · 
B64 · 
B65 · 
B66 · 
B67 · 
B68 · 
B69 · 
B70 · 
B71 · 
B72 · 
B73 · 
B74 · 
B75 · 
B76 · 
B77 · 
B78 · 
B79 · 
B80 · 
B81 · 
B82 · 
B83 · 
B84 · 
B85 · 
B86 · 
B87 · 
B88 · 
B89 · 
B90 · 
B91 · 
B92 · 
B93 · 
B94 · 
B95 · 
B96 · 
B97 · 
B98 · 
B99 · 
B100 · 
B105 · 
B106 · 
B107 · 
B108 · 
B109 · 
B110 · 
B111 · 
B113 · 
B114 · 
B115 · 
B116 · 
B117 · 
B119 · 
B120 · 
B121 · 
B122 · 
B123 · 
B124 · 
B125 · 
B126 · 
B127 · 
B129 · 
B130 · 
B131 · 
B132 · 
B133 · 
B134 · 
B135 · 
B136 · 
B137 · 
B138 · 
B139 · 
B140 · 
B141 · 
B142 · 
B143 · 
B144 · 
B145 · 
B146 · 
B147 · 
B148 · 
B149 · 
B150 · 
B151 · 
B152 · 
B153 · 
B154 · 
B155 · 
B156 · 
B158 · 
B159 · 
B160 · 
B161 · 
B162 · 
B163 · 
B164 · 
B165 · 
B166 · 
B167 · 
B168 · 
B169 · 
B170 · 
B171 · 
B172 · 
B173 · 
B174 · 
B175 · 
B176 · 
B177 · 
B178 · 
B179 · 
B180 · 
B181 · 
B182 · 
B183 · 
B184 · 
B185 · 
B186 · 
B187 · 
B188 · 
B189 · 
B190 · 
B191 · 
B192 · 
B193 · 
B197 · 
B198 · 
B199 · 
B200 · 
B201 · 
B202 · 
B203 · 
B204 · 
B205 · 
B209 · 
B210 · 
B211 · 
B212 · 
B213 · 
B214 · 
B215 · 
B216 · 
B217 · 
B218 · 
B219 · 
B220 · 
B221 · 
B222 · 
B223 · 
B224 · 
B225 · 
B226 · 
B227 · 
B228 · 
B229 · 
B230 · 
B303 · 
B305 · 
B309 · 
B310 · 
B311 · 
B316 · 
B317 · 
B319 · 
B320